# Lista de municípios de Mato Grosso do Sul por população (2011)
Relação de municípios de Mato Grosso do Sul por população, em ordem decrescente, baseada na estimativa do IBGE de 2011.
| Posição                    | Município                  | População (hab.)           |
| Mais de 500.000 habitantes | Mais de 500.000 habitantes | Mais de 500.000 habitantes |
| -------------------------- | -------------------------- | -------------------------- |
| 1                          | Campo Grande               | 796 252                    |
| Mais de 100.000 habitantes |                            |                            |
| 2                          | Dourados                   | 198 421                    |
| 3                          | Corumbá                    | 104 317                    |
| 4                          | Três Lagoas                | 103 536                    |
| Mais de 40.000 habitantes  |                            |                            |
| 5                          | Ponta Porã                 | 79 173                     |
| 6                          | Naviraí                    | 47 173                     |
| 7                          | Nova Andradina             | 46 368                     |
| 8                          | Aquidauana                 | 45 781                     |
| 9                          | Sidrolândia                | 43 563                     |
| 10                         | Paranaíba                  | 40 329                     |
| Mais de 20.000 habitantes  |                            |                            |
| 11                         | Maracaju                   | 38 264                     |
| 12                         | Amambai                    | 35 133                     |
| 13                         | Coxim                      | 32 258                     |
| 14                         | Rio Brilhante              | 31 279                     |
| 15                         | Caarapó                    | 26 155                     |
| 16                         | Miranda                    | 25 794                     |
| 17                         | Jardim                     | 24 484                     |
| 18                         | Anastácio                  | 23 939                     |
| 19                         | Bela Vista                 | 23 290                     |
| 20                         | Aparecida do Taboado       | 22 621                     |
| 21                         | São Gabriel do Oeste       | 22 616                     |
| 22                         | Ivinhema                   | 22 395                     |
| 23                         | Ribas do Rio Pardo         | 21 270                     |
| 24                         | Itaporã                    | 21 158                     |
| 25                         | Cassilândia                | 21 033                     |
| 26                         | Chapadão do Sul            | 20 261                     |
| 27                         | Bataguassu                 | 20 119                     |
| 28                         | Costa Rica                 | 20017}}                    |
| Mais de 10.000 habitantes  |                            |                            |
| 29                         | Ladário                    | 19 947                     |
| 30                         | Bonito                     | 19 789                     |
| 31                         | Fátima do Sul              | 19 029                     |
| 32                         | Rio Verde de Mato Grosso   | 18 948                     |
| 33                         | Itaquiraí                  | 18 832                     |
| 34                         | Terenos                    | 17 567                     |
| 35                         | Mundo Novo                 | 17 148                     |
| 36                         | Nova Alvorada do Sul       | 16 929                     |
| 37                         | Porto Murtinho             | 15 530                     |
| 38                         | Sonora                     | 15 239                     |
| 39                         | Iguatemi                   | 14 972                     |
| 40                         | Água Clara                 | 14 686                     |
| 41                         | Nioaque                    | 14 338                     |
| 42                         | Coronel Sapucaia           | 14 160                     |
| 43                         | Camapuã                    | 13 616                     |
| 44                         | Paranhos                   | 12 514                     |
| 45                         | Deodápolis                 | 12 200                     |
| 46                         | Brasilândia                | 11 816                     |
| 47                         | Eldorado                   | 11 743                     |
| 48                         | Batayporã                  | 10 960                     |
| 49                         | Sete Quedas                | 10 768                     |
| 50                         | Dois Irmãos do Buriti      | 10 442                     |
| 51                         | Aral Moreira               | 10 420                     |
| 52                         | Tacuru                     | 10 330                     |
| 53                         | Guia Lopes da Laguna       | 10 309                     |
| Mais de 5.000 habitantes   |                            |                            |
| 54                         | Glória de Dourados         | 9 919                      |
| 55                         | Angélica                   | 9 325                      |
| 56                         | Anaurilândia               | 8 534                      |
| 57                         | Antônio João               | 8 269                      |
| 58                         | Bodoquena                  | 7 956                      |
| 59                         | Pedro Gomes                | 7 923                      |
| 60                         | Japorã                     | 7 853                      |
| 61                         | Inocência                  | 7 653                      |
| 62                         | Santa Rita do Pardo        | 7 307                      |
| 63                         | Bandeirantes               | 6 623                      |
| 64                         | Laguna Carapã              | 6 565                      |
| 65                         | Jaraguari                  | 6 414                      |
| 66                         | Selvíria                   | 6 303                      |
| 67                         | Juti                       | 5 971                      |
| 68                         | Vicentina                  | 5 910                      |
| 69                         | Caracol                    | 5 460                      |
| 70                         | Douradina                  | 5 413                      |
| 71                         | Rio Negro                  | 5 006                      |
| Menos de 5.000 habitantes  |                            |                            |
| 72                         | Rochedo                    | 4 972                      |
| 73                         | Corguinho                  | 4 959                      |
| 74                         | Novo Horizonte do Sul      | 4 827                      |
| 75                         | Alcinópolis                | 4 637                      |
| 76                         | Jateí                      | 4 008                      |
| 77                         | Taquarussu                 | 3 520                      |
| 78                         | Figueirão                  | 2 936                      |
| Sem dados                  |                            |                            |
| —                          | Paraíso das Águas          | —                          |